# Kuntzig
Kuntzig là một xã trong vùng Grand Est, thuộc tỉnh Moselle, quận Thionville-Est, tổng Metzervisse. Tọa độ địa lý của xã là 49° 20' vĩ độ bắc, 06° 14' kinh độ đông. Kuntzig có điểm thấp nhất là 161 mét và điểm cao nhất là 200 mét. Xã có diện tích 4,51 km², dân số vào thời điểm 1999 là 1058 người; mật độ dân số là 235 người/km². Xã nằm khoảng 6 km về phía đông của Thionville, thuộc Pháp từ năm 1659.

## Thông tin nhân khẩu
| 1962 | 1968 | 1975 | 1982  | 1990  | 1999  |
| ---- | ---- | ---- | ----- | ----- | ----- |
| 802  | 867  | 936  | 1 084 | 1 088 | 1 059 |